# Charlotte Flemming
Charlotte Flemming (* 3. Juli 1920 in Weimar; † 3. März 1993 in München) war eine deutsche Kostümbildnerin.

## Leben
Sie studierte ab 1937 Bühnenbild, Kostümkunde und Modezeichnen an der Kunstakademie Weimar. Ab 1939 arbeitete sie an den städtischen Bühnen in Bochum und ab 1942 an verschiedenen Wiener Theatern.
Für den DEFA-Film Quartett zu fünft stattete sie erstmals die Schauspieler eines Spielfilms aus. Danach wirkte sie für die deutsch-österreichischen Produktionen und wurde neben Gerdago in den fünfziger und neben Irms Pauli in den sechziger Jahren die bedeutendste und vielbeschäftigtste Kostümbildnerin des deutschsprachigen Films. Sie entwarf die Kleider zu Filmen, die in den verschiedensten Epochen spielten und war in den siebziger Jahren auch für einige internationale Produktionen aktiv.
Charlotte Flemming arbeitete überdies weiterhin für das Theater und für das Fernsehen. Ihre Kostümentwürfe für den Film Cabaret brachten ihr eine Nominierung für einen BAFTA Award. 1976 erhielt sie das Filmband in Gold für langjähriges und hervorragendes Wirken im deutschen Film. 1990 verkaufte sie ihre Sammlung von rund 1500 Kostümzeichnungen an die Stiftung Deutsche Kinemathek in Berlin. Sie war mit dem Kameramann Günther Anders verheiratet.

## Filmografie
- 1949: Quartett zu fünft
- 1949: Verspieltes Leben
- 1950: Gute Nacht, Mary
- 1951: Fanfaren der Liebe
- 1951: In München steht ein Hofbräuhaus
- 1952: Illusion in Moll
- 1952: Im weißen Rößl
- 1953: Ein Herz spielt falsch
- 1953: Fanfaren der Ehe
- 1953: Solange du da bist
- 1953: Muß man sich gleich scheiden lassen?
- 1953: Alles für Papa
- 1953: Regina Amstetten
- 1954: Der letzte Sommer
- 1954: Ihre große Prüfung
- 1954: Gefangene der Liebe
- 1955: Geliebte Feindin
- 1955: Griff nach den Sternen
- 1955: Rosen im Herbst
- 1955: Die Barrings
- 1956: Meine 16 Söhne
- 1956: Kronprinz Rudolfs letzte Liebe
- 1956: Lügen haben hübsche Beine
- 1956: Wenn wir alle Engel wären
- 1956: Kleines Zelt und große Liebe
- 1956: Kaiserjäger
- 1956: Die liebe Familie
- 1956: Robinson soll nicht sterben
- 1957: Alle Wege führen heim
- 1957: Für zwei Groschen Zärtlichkeit
- 1957: Die unentschuldigte Stunde
- 1957: Die Heilige und ihr Narr
- 1957: Die Lindenwirtin vom Donaustrand
- 1957: Wien, du Stadt meiner Träume
- 1958: Hoch klingt der Radetzkymarsch
- 1958: Das haut einen Seemann doch nicht um
- 1958: Der Priester und das Mädchen
- 1959: Geliebte Bestie
- 1959: Der Frosch mit der Maske
- 1959: Und ewig singen die Wälder
- 1959: Marili
- 1960: Der liebe Augustin
- 1960: Gustav Adolfs Page
- 1960: Heldinnen
- 1960: Agatha, laß das Morden sein!
- 1961: Die Ehe des Herrn Mississippi
- 1961: Unser Haus in Kamerun
- 1962: Schneewittchen und die sieben Gaukler
- 1963: Moral 63
- 1964: Der Nußknacker (TV)
- 1965: Das Liebeskarussell
- 1966: Grieche sucht Griechin
- 1967: Die Mission (TV)
- 1968: Der Turm der verbotenen Liebe
- 1970: Emilia Galotti
- 1971: Karpfs Karriere (TV)
- 1971: Trotta
- 1971: Cabaret
- 1972: Alle Menschen werden Brüder
- 1975: Frau Luna (TV)
- 1975: Ansichten eines Clowns
- 1976: Rosemaries Tochter
- 1976: Die Elixiere des Teufels
- 1977: Das Schlangenei
- 1977: Fedora
- 1978: Der Mann im Schilf
- 1979: Aus dem Leben der Marionetten
- 1981: Wir (TV)
- 1982: Wie hätten Sie’s denn gern?
- 1987: Das Erbe der Guldenburgs (TV-Serie)
- 1988: Schloß Königswald